# Richard Herrmann
Richard Herrmann (28. januar 1923 – 27. juli 1962) var en tysk fodboldspiller, der som angriber på det vesttyske landshold var med til at vinde guld ved VM i 1954 i Schweiz, efter den sensationelle 3-2 sejr i finalen over storfavoritterne fra Ungarn. Han spillede dog kun én kamp under turneringen, det indledende 3-8 nederlag også mod Ungarn. I alt nåede han, mellem 1950 og 1954 at spille otte landkampe og score ét mål.
Herrmann var på klubplan tilknyttet 1. FC Kattowitz og FSV Frankfurt.